# Andrea Haberlaß
Andrea Haberlaß (* 16. November 1963) Anm. ist eine ehemalige deutsche Fußballspielerin.

## Karriere

### Vereine
Sie gehörte als Mittelfeldspielerin der SSG 09 Bergisch Gladbach an und beendete ihre Karriere beim TSV Siegen. Mit der Mannschaft aus Bergisch Gladbach gewann sie zweimal, mit der Mannschaft aus Siegen einmal die Deutsche Meisterschaft, sowie mit beiden Vereinen je einmal den DFB-Pokal. Sie gehörte zur Mannschaft, die die Finalpremiere am 2. Mai 1981 in Stuttgart mit 5:0 gegen den TuS Wörrstadt gewann.

### Nationalmannschaft
Für die A-Nationalmannschaft absolvierte sie zwischen 1985 und 1989 zehn Länderspiele und erzielte ein Tor. Ihr Debüt als Nationalspielerin gab sie am 1. Mai 1985 bei der 0:3-Niederlage im zweiten EM-Qualifikationsspiel der Gruppe 1 gegen die Nationalmannschaft Dänemarks. Bei der vom 28. Juni bis 2. Juli 1989 in Deutschland ausgetragenen Europameisterschaft, bestritt sie in Osnabrück einzig das mit 4:1 gegen die Nationalmannschaft Norwegens gewonnene Finale; es war zugleich ihr letztes Spiel für den DFB.

## Erfolge
- Europameister 1989
- Deutscher Meister 1981, 1984, 1987[4]
- DFB-Pokal-Sieger 1981, 1989